# Meedhoo
Meedhoo (malediw. މީދޫ) – wyspa na Malediwach, na atolu Raa; według danych szacunkowych na rok 2009 liczyła 1888 mieszkańców.